# 지온 공국
지온 공국(영어: Principality of Zeon)은 일본의 애니메이션인 기동전사 건담 시리즈에 등장하는 가공의 국가이다. 《기동전사 건담》에서는 주인공 아무로 레이가 소속되어 있는 지구 연방 정부에 적대하는 세력으로서 등장한다.
우수한 과학력을 자랑하는 독재 국가라는 점 및 군 제복・병기 체계 특색이 나치 독일을 그리고 “해방”을 부르짖는 전쟁의 대의명분 및 전쟁 말기의 비참한 저항 전투 묘사 등은 구 일본 제국을 모델로 하고 있다. 또한 국호 “지온”의 본래 로마자 표기는 “ZION”이었으며, 문자 그대로 시오니스트의 국가를 의미한다고 하는 불온(不穩)한 점 등 때문에 최근 서적 및 프라모델 등에서는 “ZEON”으로 변경되었다. 기획 단계의 메모에는 “지온 황국”이라는 표기도 존재했었다.
지구주회궤도 상에서 지구로부터 가장 먼 거리인 달의 뒷면에 위치한 사이드 3에 본거지를 두고, 데긴 소도 자비를 필두로 하는 자비가 일당에 의해 지배되는 독재 국가이다. 지오니즘을 국가 이념으로 삼고 있지만, 자비파적인 해석에 따르면 지오니즘은 “인간의 혁신”이 아니라 단순한 “선민”(選民)에 지나지 않는다. 형식적인 최고 지도자는 공왕인 데긴이었다. 실질적인 지배자로서 아들인 기렌 자비가 권력을 장악하고 있었다. 일년전쟁 당시에는 지구 연방 정부에 선전을 포고했다.

## 지온 공국의 역사

### 일년전쟁 개전 이전
우주세기 0050년대, 우주이민자(스페이스 노이드)들 사이에서는 “자신들은 지구에 거주하는 자들(어스 노이드)보다 격이 낮다.”라는 분위기가 생겨나기 시작했다.
새로운 프론티어 개척이라는 명목 아래, 사람들은 우주로 모여들기 시작했지만, "지구 환경 보전을 위해 인류의 생활권을 우주로 이동시켜야 한다"는 이념은 결과적으로 지켜지지 않았다. 제1 기 이민이 완료된 시점에서 이민은 중지되었고, 그에 따라 지구 연방의 관료 및 일부 대기업 경영자들은 지구에 그대로 남게 되었던 것이다. 이는 먼저 지구를 떠난 이민자들(스페이스 노이드)에게 있어 배신 행위 그 자체였다. 더욱이 연방 정부는 각 콜로니 사이드를 식민지 취급하며, 콜로니 공사 등 특수 법인을 통해 착취를 일삼았다.
이런 상황 속에서 지구를 자연 그대로 두자고 하는 “지구 성지론”(에레니즘)과 우주 생활로 독특한 시야를 가지게 된 우주 생활자의 자치권 확립을 부르짖는 “콘트리즘”을 융합한 사상(뒤의 “지오니즘”)을 제창한 지온 줌 다이쿤(Zeon Zum Deikun)이 사이드 3에서 정치 활동을 시작했다. 이윽고 그 운동은 사이드 3 전체로 번졌고, 우주세기 0058년 단독으로 자급자족이 가능하게 된 시점에서 지온 공화국이 탄생하게 되었다. 하지만 지온 줌 다이쿤은 연방 정부와의 자치권을 둘러싼 문제를 무력에 의한 실력 행사가 아닌 어디까지나 대화로서 해결하려 했다고 전해진다.
우주세기 0068년, 지온 줌 다이쿤이 서거하고 공화국은 그의 측근이었던 데긴 소도 자비에 의해 계승되게 되었다. 데긴은 당시까지의 지온의 방식을 일변시켰다. 무력 투쟁에 의한 독립을 목적으로 지온파를 일소하고 자비가에 의한 독재 정치 체제를 확립, 스스로 공왕의 자리에 올랐다. 혁명 운동의 영웅인 지온을 부정하는 마이너스 이미지를 피하기 위해 국호 자체는 그대로 두고 지온 공국으로 체제만을 변경했다. 데긴은 지온 정권이 취하고 있던 대화 노선을 취하하고 군사적 대결 자세를 강하게 표명, 지구 연방 정부에 상대로 한 개전 준비를 차근차근 진행시켰다.
게다가 데긴은 지온의 정당한 후계자임을 주변에 널리 알리기 위해 수도의 이름을 지온의 가운데 이름을 따라 줌 시티라 명명했다.

### 일년전쟁 개전 그리고 패배
우주세기 0079년 1월 3일 지온 공국은 지구 연방 정부를 상대로 완전한 독립을 요구하며 선전을 포고했다. 후에 일년전쟁이라 불리게 된 이 전쟁의 초기 지온 공국군은 자쿠Ⅱ 등 모빌 슈트를 중심으로 한 전력 및 “콜로니 낙하”로 모빌 슈트를 보유하지 못한 연방군을 압도했다. 우주에서는 사이드 1, 사이드 2, 사이드 4, 사이드 5를 괴멸시키고, 지구에서는 억 단위의 사망자를 발생시키는 등 엄청난 피해를 초래시켰다. 핵 병기 사용 금지 등이 포함된 남극 조약 체결 후, 교착 상태에 빠지게 되지만 즉시 지구를 침공해 광물 자원 확보 등 전쟁의 장기화에 대비했다.
그러나 연방군도 V 작전을 발동시켜 독자적으로 모빌 슈트를 개발. 그와 동시에 우주 함대 재건 등으로 전력을 증강시켜 서서히 전세를 되돌렸고, 최종적으로는 지온 본토인 사이드3의 최종 방위선인 솔로몬과 아 바오아 쿠를 함락시켰다. 그로 인해 결국 자비가 일족도 전원(도즐의 딸 미네바 라오 자비 제외) 사망하고 말았다. 아 바오아 쿠 함락 후인 우주세기 0080년 1월 1일, 지온 공국 의회에 의해 공화국으로 체제를 정비한 지온 공화국은 지구 연방 정부와 종전 협정을 체결했다.

### 종전 후
지온 공화국 투항 권고에 따르지 않은 지온 공국군 잔당 세력은 지상에서는 아프리카, 우주에서는 암초 주역 및 액시즈 등 소행성군 등으로 철수, 재기를 노리며 지하 세력화되어 갔다. 우주세기 0083년에는 델라즈 플리트가 반란을 일으켰지만 진압되고 말았다.
일년전쟁 후부터 사이드 3에 존속하게 된 지온 공화국은 《기동전사 Z 건담》 작중(그리프스 전역)에서는 티탄즈에 협력했지만,《기동전사 ZZ 건담》 작중(제1 차 네오 지온 항쟁)에서는 네오 지온(액시즈)에 흡수되고 말았다. 그리고 당시까지 형식적인 자치를 인정받고 있었지만 우주세기 0093년 제2 차 네오 지온 항쟁이 끝난 후 0100년에 자치권을 방기하고 정식으로 지구 연방 정부 산하에 편입되었다.

## 공국군의 편제
총수 기렌 자비가 총사령관을 맡았다.
미노프스키 입자에 의해 유시계 전투가 중요해지게 되면서 다수의 모빌 슈트를 탑재 가능한 함정을 중심으로 한 부대 편성 및 전략을 취했다. 또한 담당 분야에 따라 크게 3가지 군으로 나뉘어 있었다.
- 우주 공격군: 도즐 자비가 사령관을 맡았다. 공국군 중에서 최대 규모를 자랑했다. 주 거점은 솔로몬. 주요 장교로는 람바 랄 및 콘스콘(초기에는 샤아 아즈나블도 존재) 등이 존재했다.
- 돌격 기동군: 키시리아 자비가 사령관을 맡았다. 뉴타입 연구 등 특수한 활동을 행했다. 주 거점은 그라나다, 오데사. 주 장교로는 마 쿠베(혹은 샤아 아즈나블도 포함)가 존재했다.
- 지구 방면군: 가르마 자비가 사령관을 맡았으며, 그 권력을 실질적으로 북미 지구 등지로 제한되어 있었다.

## 지온군의 파생
일년전쟁 후에도 지온이라는 이름을 계승한 반지구연방 세력이 다수 등장했다.
- 액시즈
- 델라즈 플리트
- 네오 지온 (하만의 네오 지온)
- 신생 네오 지온 (샤아의 네오 지온)
- 화성 독립 지온
- 신생 화성 독립 지온
- 소데츠키

## 지온 방언
《기동전사 건담》 작중에서 “지온 방언”이라는 단어가 등장한다. 화이트 베이스에 잠입했던 플라나간 븐이 함께 잠입했던 카리오카에게 한 대사이다. 단, 영상에는 방언이 나오지 않으며, 그 내용에 관한 설정도 특별히 존재하지는 않는다.
이 설정은 후에 《기동전사 건담 0080 주머니 속의 전쟁》에서 버나드 와이즈먼이 연방군 기지에 잠입한 당시에서도 이용되어 방언과 대화 내용의 차이로 인해 지온병이라는 사실이 밝혀지게 된다. 또한 《기동전사 건담 0083 스타더스트 메모리》에서도 애너벨 가토가 지온 잔당군의 유콘급 잠수함에 탑승했던 당시 지온 방언을 오랜만에 듣고 그리움에 잠기는 장면이 존재한다.
지온군의 경례 구호가 "지크 지온(sieg Zeon)"인 점. 지온군의 병기 명칭이 현대의 독일어를 연상케 하는 단어로 작명된 점을 들어 지온 방언은 현대의 독일어라는 주장이 우세하다.

## 지온 공국의 기업
- 지오닉 社
  - 후에 아나하임 일레트로닉스 社에 흡수합병된다.
- 치마트 社
- MIP 社